# 마이클 맥과이어
마이클 매과이어(Michael Maguire, 1955년 2월 20일 ~ )는 미국의 주식 중개인, 배우이다.
뉴포트뉴스에서 태어났다.

## 출연 작품

### 영화
- 흔들리는 영웅 (1992)
- Busted (1997)

### 텔레비전
- 광속인간 샘 (1992)